# Algirdas Vaclovas Patackas
Algirdas Vaclovas Patackas, né le 28 septembre 1943 à Trakai et mort le 3 avril 2015 à Kaunas, est un homme politique lituanien.

## Biographie
Ingénieur de formation, diplômé de l'université de technologie de Kaunas (1966), il s'engage en politique en 1988 en rejoignant le Mouvement réformateur de Lituanie (Sąjūdis). En 1990, il est élu au Seimas reconstituant. Il est réélu député en 1992 et en 1996, puis à nouveau en 2012.